# Tomat-slægten
Tomat (Lycopersicon) er en slægt, som er udbredt med arter i Sydamerika. Det er stauder og enårige urter med opret vækst, spredte, finnede blade og små stande af regelmæssige blomster fra bladhjørnerne. Frugterne er bær. Her omtales kun de arter, der dyrkes eller forhandles i Danmark.
| Arter |

- Tomat (Lycopersicon esculentum)
- Kirsebær-Tomat (Lycopersicon esculentum var. cerasiforme)
- Ribs-Tomat (Lycopersicon pimpinellifolium)

Ved grundige, genetiske undersøgelser kunne et forskerteam under ledelse af Spooner, Anderson og Jansen i 1993 fastslå, at Tomat-slægten er så nær på arter af slægten Natskygge, at den bør placeres dér og altså bør kaldes Solanum. Molekylære undersøgelser af Olmstead og Palmer i 1997 fastslog entydigt, at Tomat bør placeres under Natskygge. Indtil videre fastholdes navnet Lycopersicon dog af hensyn til dyrkere og forrretningsliv.